# Gimpo
Gimpo (en coreano:김포시, romanización revisada: gimposi, léase: Kimpo) es una ciudad en la provincia de Gyeonggi, al norte de la república de Corea del Sur. Está ubicada al sur de Seúl a unos 30 km, su área es de 276 km² y su población total es de 232.364 (2010) en 71.000 casas.
El Aeropuerto Internacional de Gimpo es el segundo más grande del país y está ubicado en esta región.
En la ciudad hay 24 escuelas, 11 escuelas de secundaria y 6 escuelas de preparatoria.

## Administración
La ciudad de Gimbo se divide en.
- Tongjin (통진읍)
- Gochonmyeon (고촌면)
- Yangchonmyeon (양촌면)
- Daegojmyeon (대곶면)
- Wolgojmyeon (월곶면)
- Haseongmyeon (하성면)
- Gimpo1dong (김포1동)
- Gimpo2dong (김포2동)
- Saudong (사우동)
- Pungmudong (풍무동)

## Historia moderna
En 1914, el condado Yangcheon fue fusionado con el condado Gimpo. El condado Yangcheon fue separado en 2 pueblos (Yangdong y Yangseo). En 1958, el aeropuerto internacional Yeouido fue reubicado en Gimpo. En 1963 los pueblos Yangdong y Yangseo fueron incorporaos al condado Yeongdeungpo. En 1973, los pueblos de Gyeyang y Ojeong de Bucheon fueron transferidos a Gimpo. En 1989, partes del pueblo Gyeyang fueron cedidos a Incheon.

## Ciudades hermanas
- Hampyeong, Corea del Sur
- Xinmin, República popular China.